# Afterhours.FM
Afterhours.FM (AH або Afterhours) — інтернет-радіо, в ефірі найчастіше звучить транс або прогресивний транс і хауз-сети діджеїв з усього світу. Засноване в червні 2006 року. Налічує більш ніж 220 резидентів та близько 500 радіо-шоу щомісяця.
Радіо транслюється у бітрейті 192, 96 і 48 кілобіт на секунду. Afterhours.FM спеціалізується на електронній музиці і транслює музичні концерти електронної музики з усього світу. Резидентами радіостанції є Маркус Шоссоу, Йохан Міллер, Ronski Speed, Шон Тайс, NecSts та інші.